# Sakuramachi
Keizer Sakuramachi (桜町天皇, Sakuramachi-tennō, 8 februari 1720 – 28 mei 1750) was de 115e keizer van Japan, volgens de traditionele opvolgvolgorde. Hij regeerde van 13 april 1735 tot 9 juni 1747.

## Genealogie
Sakuramachi’s persoonlijke naam was Teruhito (昭仁) en zijn titel voor hij keizer werd was Waka-no-miya (若宮).
Sakuramachi was de eerste zoon van keizer Nakamikado. Zelf kreeg hij drie kinderen bij twee vrouwen:
- Hofdame Nijō Ieko (二条舎子)
  - Prinses Sakariko (盛子内親王)
  - Prinses Toshiko (智子内親王) (de latere keizerin Go-Sakuramachi)
- Anekōji Sadako (姉小路定子)
  - Prins Toohito (遐仁親王) (de latere kezier Momozono)

## Leven
Sakuramachi werd in 1728 benoemd tot kroonprins. In 1735 volde hij zijn vader op als keizer.
Volgens volksverhalen was Sakuramachi de reïncarnatie van Shotoku Taishi. Met steun van shogun Tokugawa Yoshimune begon Sakuramachi tijdens zijn regeerperiode met het herstellen van de keizerlijke rituelen en gebruiken, zoals de Daijōsai (大嘗祭; het offeren van rijst door een nieuwe keizer) en de Shinjōsai (新嘗祭). Hij was volgens de overlevering ook een bekwaam tanka-auteur.
In 1747 trad Sakuramachi af ten gunste van zijn zoon. In 1750 stierf hij op 30-jarige leeftijd.

## Perioden
Sakuramachi’s regeerperiode omvat de volgende tijdsperioden van de Japanse geschiedenis:
- Kyōhō (1716-1736)
- Gembun (1736-1741)
- Kampō (1741-1744)
- Enkyō (1744-1748)

* Regent Jingu staat niet op de traditionele lijst.